# Serixia inconspicua
Serixia inconspicua är en skalbaggsart som beskrevs av Gardner 1936. Serixia inconspicua ingår i släktet Serixia och familjen långhorningar. Inga underarter finns listade i Catalogue of Life.